# Антоніо Кассано
Антоніо Кассано (італ. Antonio Cassano, нар. 12 липня 1982, Барі) — італійський футболіст, нападник клубу «Сампдорія» та національної збірної Італії.

## Клубна кар'єра
Вихованець юнацьких команд футбольних клубів «Про Інтер» та «Барі».
У дорослому футболі дебютував 1999 року виступами за команду клубу «Барі», в якій провів два сезони, взявши участь у 48 матчах чемпіонату. 
Своєю грою за цю команду привернув увагу представників тренерського штабу клубу «Рома», до складу якого приєднався 2001 року. Відіграв за «вовків» наступні п'ять сезонів своєї ігрової кар'єри. Більшість часу, проведеного у складі «Роми», був основним гравцем атакувальної ланки команди. У складі «Роми» був одним з головних бомбардирів команди, маючи середню результативність на рівні 0,33 голу за гру першості.
2006 року перебрався до Іспанії, уклавши контракт з мадридським «Реалом». Отримати постійне місце у складі «галактікос» італійцю не вдалося, втім за результатами сезону 2006–07 він разом з командою став володарем титулу чемпіона Іспанії.
2007 року повернувся до Італії, уклавши контракт з клубом «Сампдорія», у складі якого провів наступні чотири роки своєї кар'єри гравця. Граючи у складі «Сампдорії» знову став отримувати постійну ігрову практику та регулярно забивати, відзначаючись забитим голом в середньому щонайменше у кожній третій грі чемпіонату.
З 2011 року провів по одному сезону в двох міланських клубах, спочатку грав за «Мілан», а згодом за «Інтернаціонале».
4 липня 2013 року став гравцем «Парми», за яку провів два сезони. 
9 серпня 2015 року утретє став гравцем «Сампдорії», уклавши з командою дворічний контракт.

## Виступи за збірні
1998 року дебютував у складі юнацької збірної Італії, взяв участь у 13 іграх на юнацькому рівні (за команди різних вікових категорій), відзначившись 2 забитими голами.
Протягом 2000–2002 років залучався до складу молодіжної збірної Італії. На молодіжному рівні зіграв у 17 офіційних матчах, забив 5 голів.
2003 року дебютував в офіційних матчах у складі національної збірної Італії. Наразі провів у формі головної команди країни 39 матчів, забивши 10 голів. 
У складі збірної був учасником чемпіонату Європи 2004 року у Португалії та чемпіонату Європи 2008 року в Австрії та Швейцарії.
| Дата       | Місто     | Господарі         | Результат             | Гості             | Турнір                | Голи | Примітки |
| ---------- | --------- | ----------------- | --------------------- | ----------------- | --------------------- | ---- | -------- |
| 12/11/2003 | Варшава   | Польща            | 3 – 1                 | Італія            | товариський матч      | 1    |          |
| 16/11/2003 | Анкона    | Італія            | 1 – 0                 | Румунія           | товариський матч      | -    |          |
| 30/05/2004 | Туніс     | Туніс             | 0 – 4                 | Італія            | товариський матч      | -    |          |
| 14/06/2004 | Гімарайш  | Данія             | 0 – 0                 | Італія            | ЧЄ 2004 - 1-й етап    | -    |          |
| 18/06/2004 | Порту     | Італія            | 1 – 1                 | Швеція            | ЧЄ 2004 - 1-й етап    | 1    |          |
| 22/06/2004 | Гімарайш  | Італія            | 2 – 1                 | Болгарія          | ЧЄ 2004 - 1-й етап    | 1    |          |
| 26/03/2005 | Мілан     | Італія            | 2 – 0                 | Шотландія         | Відбір до ЧС 2006     | -    |          |
| 04/06/2005 | Осло      | Норвегія          | 0 – 0                 | Італія            | Відбір до ЧС 2006     | -    |          |
| 02/09/2006 | Неаполь   | Італія            | 1 – 1                 | Литва             | Відбір до ЧЄ 2008     | -    |          |
| 06/09/2006 | Париж     | Франція           | 3 – 1                 | Італія            | Відбір до ЧЄ 2008     | -    |          |
| 30/05/2008 | Флоренція | Італія            | 3 – 1                 | Бельгія           | товариський матч      | -    |          |
| 09/06/2008 | Берн      | Нідерланди        | 3 – 0                 | Італія            | ЧЄ 2008 - 1-й етап    | -    |          |
| 13/06/2008 | Цюрих     | Італія            | 1 – 1                 | Румунія           | ЧЄ 2008 - 1-й етап    | -    |          |
| 17/06/2008 | Цюрих     | Франція           | 0 – 2                 | Італія            | ЧЄ 2008 - 1-й етап    | -    |          |
| 22/06/2008 | Відень    | Іспанія           | 0 – 0 д.ч. (4-2 п.п.) | Італія            | ЧЄ 2008 - чвертьфінал | -    |          |
| 10/08/2010 | Лондон    | Італія            | 0 – 1                 | Кот-д'Івуар       | товариський матч      | -    |          |
| 03/09/2010 | Таллінн   | Естонія           | 1 – 2                 | Італія            | Відбір до ЧЄ 2012     | 1    |          |
| 07/09/2010 | Флоренція | Італія            | 5 – 0                 | Фарерські острови | Відбір до ЧЄ 2012     | 1    |          |
| 08/10/2010 | Белфаст   | Північна Ірландія | 0 – 0                 | Італія            | Відбір до ЧЄ 2012     | -    |          |
| 12/10/2010 | Генуя     | Італія            | 3 – 0                 | Сербія            | Відбір до ЧЄ 2012     | -    |          |
| 09/02/2011 | Дортмунд  | Німеччина         | 1 – 1                 | Італія            | товариський матч      | -    |          |
| 25/03/2011 | Любляна   | Словенія          | 0 – 1                 | Італія            | Відбір до ЧЄ 2012     | -    |          |
| 03/06/2011 | Модена    | Італія            | 3 – 0                 | Естонія           | Відбір до ЧЄ 2012     | 1    |          |
| 10/08/2011 | Барі      | Італія            | 2 – 1                 | Іспанія           | товариський матч      | -    | кап.     |
| 02/09/2011 | Торсгавн  | Фарерські острови | 0 – 1                 | Італія            | Відбір до ЧЄ 2012     | 1    |          |
| 06/09/2011 | Флоренція | Італія            | 1 – 0                 | Словенія          | Відбір до ЧЄ 2012     | -    |          |
| 07/10/2011 | Белград   | Сербія            | 1 – 1                 | Італія            | Відбір до ЧЄ 2012     | -    |          |
| 11/10/2011 | Пескара   | Італія            | 3 – 0                 | Північна Ірландія | Відбір до ЧЄ 2012     | 2    |          |
| Усього     |           | Матчів            | 28                    |                   | Голів                 | 9    |          |

## Титули і досягнення
- Чемпіон Іспанії (1):

«Реал Мадрид»: 2006–07
- Володар Суперкубка Італії з футболу (2):

«Рома»: 2001
«Мілан»: 2011
- Чемпіон Італії (1):

«Мілан»: 2010–11
- Віце-чемпіон Європи: 2012